# ソミュア MCG
ソミュア MCG ( SOMUA MCG ) はフランスのソミュア社が1930年代に開発した軍用の半装軌車(ハーフトラック)である。

## 概要
フランス陸軍が第一次世界大戦時から運用していたシュナイダーM1917C 155mm榴弾砲の牽引を目的として、ソミュア社がケグレスの特許技術を使用して1930年から31年にかけてMCG 4と呼ばれる軍用ハーフトラックを開発し、55hpのエンジンを搭載した最初の生産車約40両がフランス陸軍の砲兵部隊に試験的に配備された。この時開発されたMCG 4には3種類のタイプがあり、
- 車体後部に第五輪（カプラー）を装備し、砲を連結して牽引可能なタイプ
- 車体上に弾薬や人員を乗せ、車体後部に通常の牽引フックを持つタイプ
- 車体にクレーンユニットを装備し、必要に応じ火砲や車両の回収作業を行える回収型

となっていた。4基の155mm榴弾砲に対して2種類のトラクター型が各4台ずつ、そして1台の回収型が割り当てられた。
MCG 4の試験運用は成功し、陸軍は約200両の追加発注を行った。これを受けてソミュア社は、より重いGPF 155mmカノン砲の牽引の可能な新型MCLを提案すると共に、MCG 4の改良を進める事とした。
1934年にMCG 4のエンジンを60hpに強化し、変速機を改良するなどした新型が開発され、第五輪（カプラー）を装備する牽引タイプがMCG 11、通常牽引型（カーゴキャリア+牽引フック型）および回収型がMCG 5と分類された。
1936年には、それまでフランス陸軍砲兵部隊で運用されていたシュナイダーM1913 105mm榴弾砲がシュナイダーM1936L 105mm榴弾砲に更新され重量が約2台になったことで、同じくそれまで運用されていた装輪式のLatil KTL4 牽引車が力不足となり、MCGが105mm榴弾砲の運用部隊でも使用される事となった。105mm榴弾砲の運用部隊ではカプラー型の牽引車（MCG 11)は使用されず、すべてMCG 5（通常牽引型）であった。
この他、M1897 75mm野砲の運用部隊でも、それまで回収用途で使用していたシトロエン・ケグレス P14に変わってMCG 5の回収車型の運用を開始した。MCG 5の回収車型は他の砲兵部隊にも配備された他、軽戦車の部隊でも使用された。
1939年10月の時点でカプラー装備の牽引型297両、通常牽引型564両、回収車型311両が生産されていた。また105mm榴弾砲運用部隊向けに生産された牽引型はこの時点までに264両生産された（総計は345両）とされるが、この数字は前述の通常牽引型564両に含まれると考えられる。

## ドイツ軍での運用

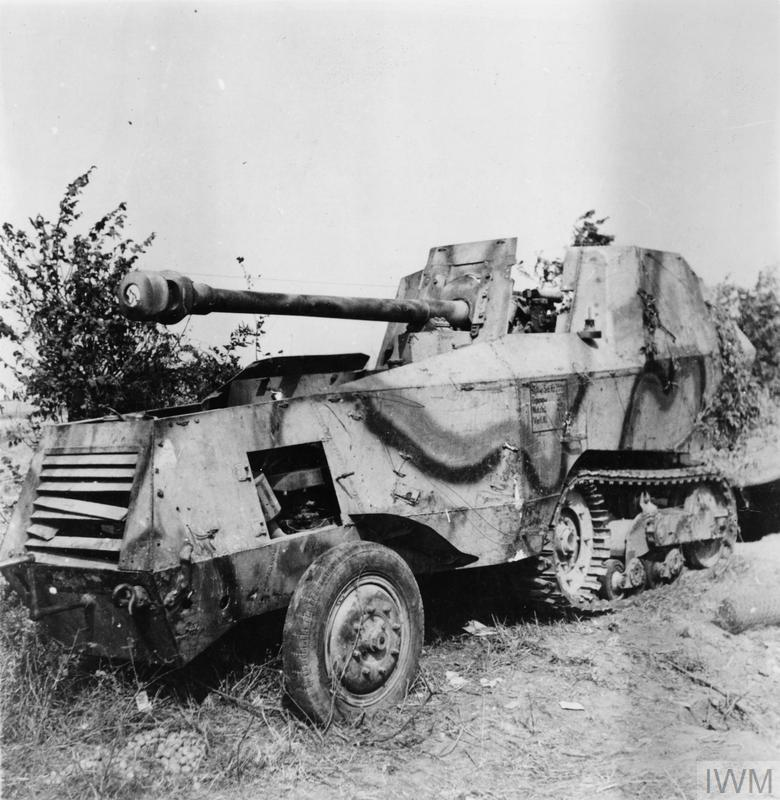
7.5 cm PaK 40搭載型

1940年にドイツ軍がフランスを占領すると、鹵獲されたソミュアMCGはドイツ軍によって Leichter Zugkraftwagen S.307(f) の形式名を与えられ、引き続き砲牽引車や弾薬運搬車などとして使用された。
ドイツ国防軍の装甲師団の一つである第21装甲師団は1943年に北アフリカ戦線で壊滅した後、フランス国内で再編されたが、この際に使用可能な装備の多くがフランス国内に残されていたフランス製の鹵獲車両であった。第21装甲師団の技術将校であったアルフレッド・ベッカーはフランス製車両の改造・改修に尽力した人物として知られているが、ソミュアMCGや改良型のMCLも彼の主導によってその一部が装甲ハーフトラックに改造された上で以下のような様々なバリエーションが製作され、再編された第21装甲師団等に配備され、西部戦線で実戦投入された。
- Schützenpanzerwagen S307(f) - 装甲兵員輸送車型
- Pionierpanzerwagen auf Fahrgestell S307(f) - 装甲戦闘工兵車型。突撃橋を装備したものもあった。
- Panzerjäger-Fahrzeuge mit 7,5 cm PaK 40 auf Fahrgestell S307(f) - 装甲兵員輸送車型の車体部分に7.5 cm PaK 40を搭載した自走対戦車砲型。
- 8 cm schwerer Reihenwerfer auf Schützenpanzerwagen S307(f) - 装甲兵員輸送車型の車体後部に設けた360°回転可能なプラットフォーム上にブラント81mm迫撃砲Mle27/31を16基配置した多連装自走迫撃砲型。
- 8 cm Vielfachwerfer auf m.gep.Zgkw. Somua S307(f) - ソ連軍から鹵獲したカチューシャロケット（BM-8-48）をコピーした8 cm Vielfachwerferの48連装発射機を搭載した自走多連装ロケット砲型。この車両は武装親衛隊で使用されたと考えられている。
- 15 cm Panzerwerfer 42 auf m.gep Zgkw. Somua S307(f) - パンツァーヴェルファー42型発射機を搭載した自走多連装ロケット砲型。